# Zgodovinsko središče Firenc
Zgodovinsko središče Firenc je del kvarta 1 italijanskega mesta Firence. Ta kvart je leta 1982 UNESCO razglasil za svetovno dediščino.
Zgrajen na mestu etruščanskega naselja, simbol renesanse v Firencah je v 15. in 16. stoletju dosegel gospodarski in kulturni vrhunec. Njegovih 600 let izredne umetniške dejavnosti je mogoče videti predvsem v stolnici iz 13. stoletja (Santa Maria del Fiore), baziliki Santa Croce, palači Uffizi in palači Pitti, delih velikih mojstrov, kot so Giotto, Brunelleschi, Botticelli in Michelangelo. 

## Opis
Zgrajeno znotraj ulic in starega srednjeveškega obzidja, je zgodovinsko središče Firenc najpomembnejše mesto na področju kulturne dediščine. Razmejeno z obzidjem iz 14. stoletja, zgrajeno zahvaljujoč gospodarski in trgovski moči, ki je bila dosežena v tistem času, je v naslednjih dveh stoletjih doživelo svoj največji sijaj.
Duhovno središče mesta je Piazza del Duomo s stolnico Santa Maria del Fiore, zvonikom Giottov campanile in krstilnico sv. Janeza z "Vrati Paradiža", ki jo je postavil Lorenzo Ghiberti. Od tu do severa so Palazzo Medici Riccardi delo Michelozzoja, bazilika sv. Lovrenca, delo Filipa Brunellescha, z dragocenimi zakristijami Donatella in Michelangela. Še več, muzej San Marco z mojstrovinami  Fra Angelica, Galleria dell'Accademia, ki med drugimi hrani Michelangelovega Davida (1501-1504) in Piazza della Santissima Annunziata z ložo Ospedale degli Innocenti Filippa Brunellescha.
V smeri proti jugu od stolnice je politično in kulturno središče Firenc s Palazzo Vecchio in v bližini galerije Uffizi, v bližini katere sta muzej Bargello in bazilika Santa Croce. Ko prečkamo Ponte Vecchio, pridemo v okrožje Oltrarno s palačo Pitti in vrtovi Boboli. Še vedno v Oltrarnu je bazilika Santo Spirito Filippa Brunellescha in cerkev Santa Maria del Carmine, s freskami Masolina, Masaccia in Filippina Lippija.
Na območju zahodno od stolnice je impozantna palača Strozzijeva palača (prostor velikih razstav in kulturnih ustanov) in bazilika Santa Maria Novella, s fasado, ki jo je zasnoval Leon Battista Alberti.
Staro mestno jedro je mogoče razumeti v celoti iz okoliških gričev, še posebej iz Forte Belvedere, od Piazzale Michelangelo z romansko baziliko San Miniato al Monte in gričev Fiesole, ki ponuja enega najlepših pogledov na dolino Arno.
Severni del starega mestnega jedra obkrožajo ceste Viali di Circonvallazione, vrsta velikih cest s šestimi pasovi, ki je nastala v času, ko so bile Firence glavno mesto Italije.
Center Firenc s svojimi stotinami poslovnih dejavnosti je raj za nakupovanje in zabavo: elegantni butiki, zgodovinske kavarne, živahne ulice in številni nočni klubi, diskoteke, ameriški bar in prostori za srečanja za pijačo (tu se je rodil slaven koktajl Negroni).

## Svetovna dediščina
Leta 1982 je ICOMOS predlagal zgodovinsko središče Firence kot kandidata za svetovno dediščino. 